# Église Saint-Paul de Koenigshoffen
Cet article concerne l'église située dans le quartier de Koenigshoffen. Pour l'église de la Neustadt, voir église Saint-Paul de Strasbourg.
L'église Saint-Paul de Koenigshoffen est un monument historique situé dans le quartier de Koenigshoffen à Strasbourg. Une autre église de Strasbourg, située au sein de la Neustadt, est également dédiée à saint Paul.

## Localisation
Ce bâtiment est situé rue de la Tour à Strasbourg.

## Historique
Le chantier débute en 1911. En 1912, les vestiges d'un sanctuaire consacré au dieu indo-iranien Mithra ont été découverts et placés au musée archéologique de la ville.
L'édifice fait l'objet d'une inscription au titre des monuments historiques depuis 1997.

## Architecture

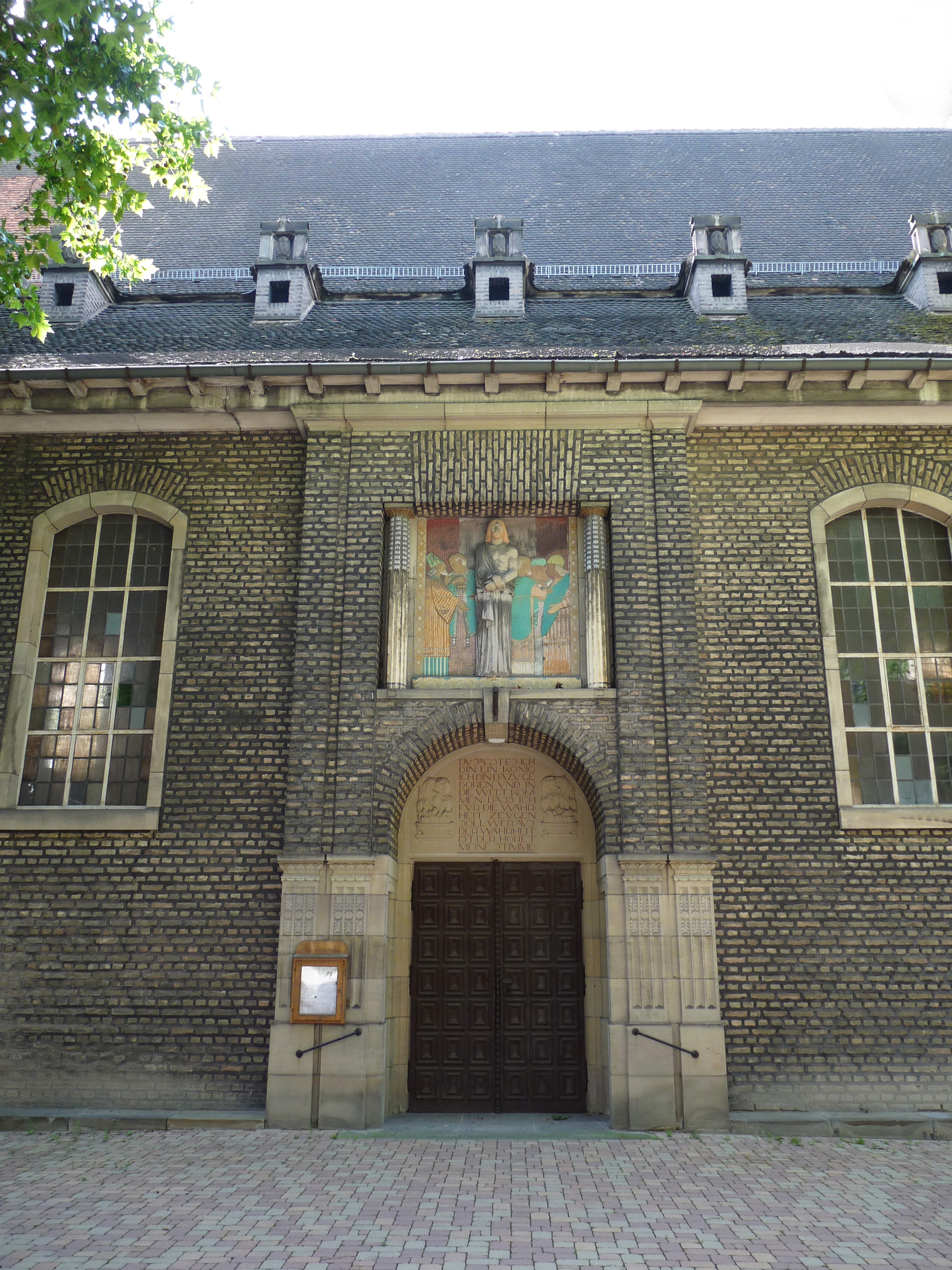
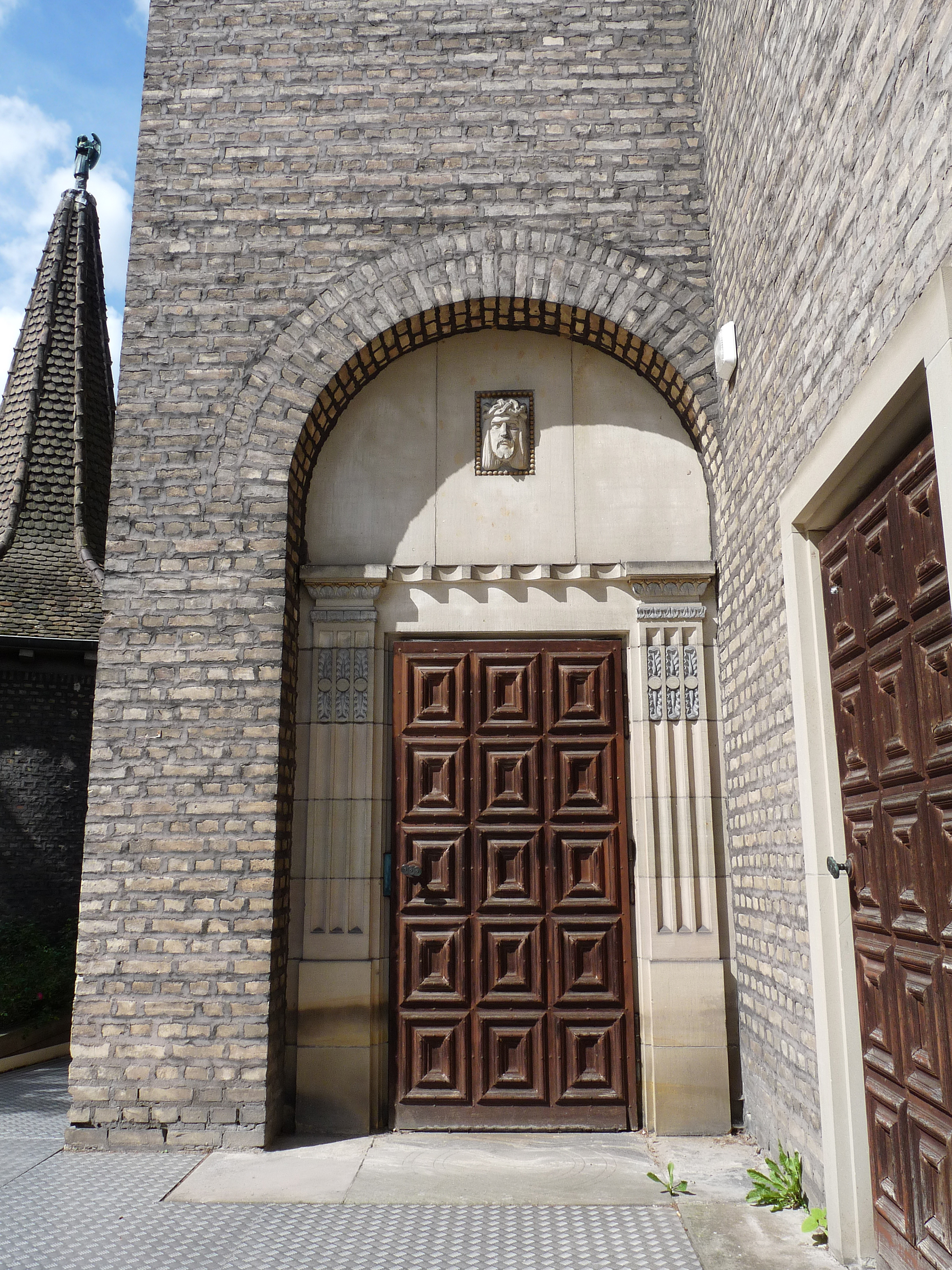
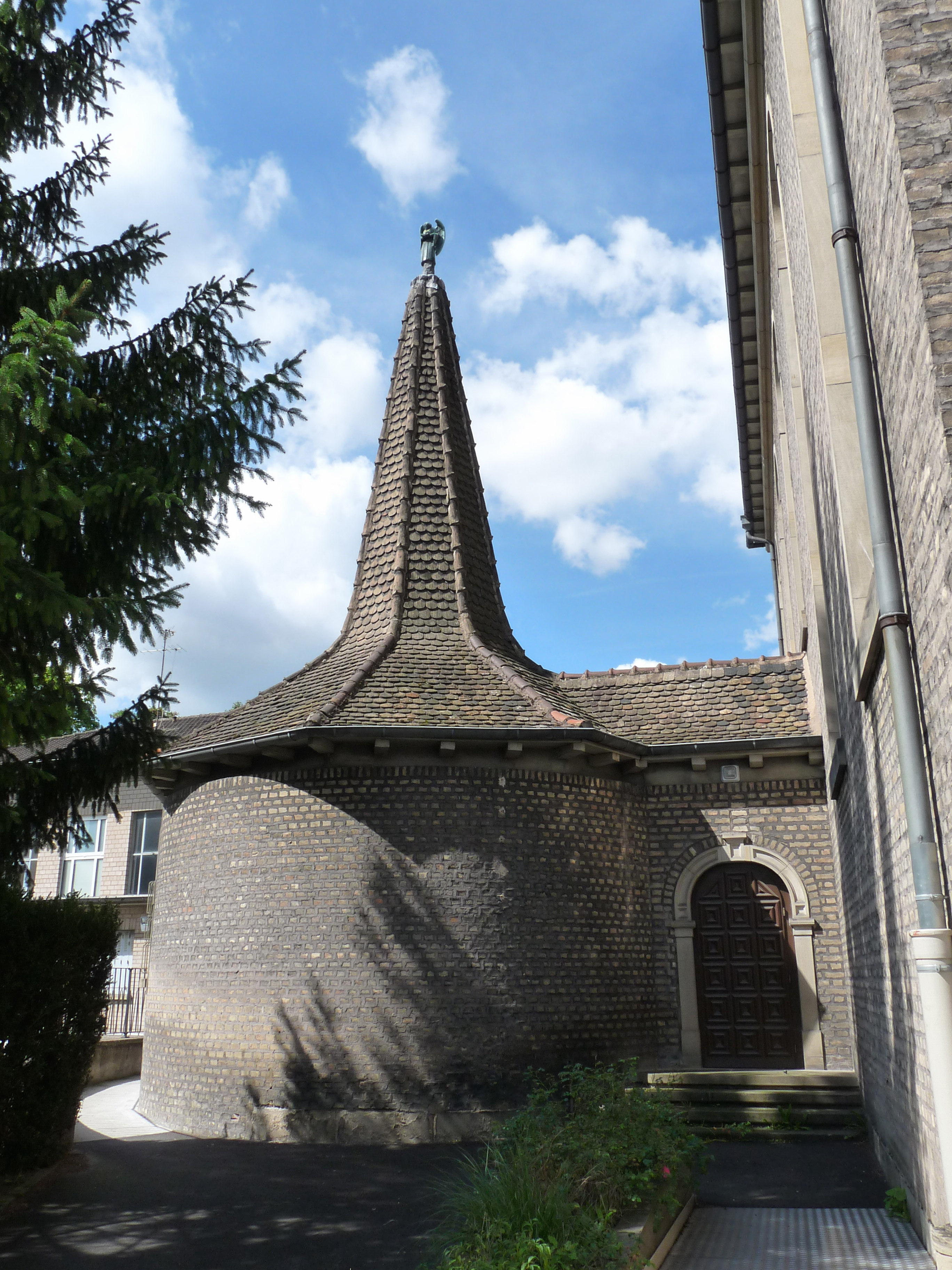